# 海上警察隊
海上警察队是由满洲国设置的沿海岸警卫队。

## 概要
海上警察队主要在满洲国警察管辖下进行活动，其主要任务是“监控走私出口、走私入口与偷渡出入国现象，确保海上安全”。这一名称最早被日本海军驻满海军部使用；但从一开始，满洲国军队的陆军就比满洲国领海的部队还要具备海军色彩。太平洋中期之后，这一部队代表日本海军，为物资运输船提供警备并进行随行。除此之外，海上警察队的队员中有一半是日本人，而大多数人又都来自海军，所以这也让整支队伍在满洲国警察所有部队中显得尤为特别。

## 历史
满洲国创立之前，奉系军阀的海军部队被叫做“东北舰队”，其受沈鸿烈上将统率，总共拥有21艘军舰。九一八事变之后，沈鸿烈连同他的舰队南下投奔南京国民政府。1931年9月19日，关东军大石桥守备队第三大队一部占领了营口，扣留了原东北渔业商船保护局的六艘炮艇，三艘机动艇和十二艘巡逻帆船，日本海军駐満海軍部原打算利用这批舰艇。但日本关东军看守不严，东北渔业商船保护局的四艘炮艇和三艘机动艇在局长李安人的率领下突围而去，只留下“安海”和“瑞辽”两艘老旧的炮艇和没有自主行动能力的巡逻帆船。
满洲国建国之后，日本海军驻满海军部帮助成立了海上警察机关，1932年4月22日利用东北渔业商船保护局残存的船只成立沿岸监视警察队。日本海军预备役军官宫部光利（海军兵学校31期，海军大佐退役）出任首任队长。1932年6月15日，《特殊警察队官制》文件（大同元年教令第33号）颁布，沿岸监视警察队更名为海边警察队。1932年7月1日满洲国渔业商船保护局中具体承担海上警卫任务的保护科并入海边警察队，“安海”和“瑞辽”二艇以“靖海”、“快马”的新名字连同十二艘帆船一并编入，又编入“骏通”、“荣安”和“九重”三艘武装机动艇，被称作“警备船”。关东军随后将一部分缴获的原东北军“施莱克”水上飞机移交给海边警察队。1932年8月在辽河下游举行了首次观舰式。
1933年1月，满洲国内阁会议批准了宫部光利提交的旨在加强海边警察队海上警备能力的“第一期充实计划”的预算：新建两艘200吨级、四艘45吨级、五艘10吨级的警备船，以及购买一艘800吨级的商船型警备船。 这些舰艇之后停泊在营口市海边警察队总部。
1934年7月，奉天省辽河水上警察局并入海警，其拥有的七艘木质蒸汽巡逻艇（“第一辽河”至“第七辽河”）也成为了警备船，其后又陆续编入了“海祥”、“第三号巡船”、“第八号巡船”、“第七海边”和“第八海边”等小型警备船。
1936年7月，日本海军预备役大佐若木元次（海军兵学校36期）成为海边警察队第二任队长。1937年《特殊警察队官制》文件被废止，改名为海上警察队。1938年，他们被正式调往沿海地区。
1945年8月，苏联红军出兵东北，俘虏满洲国江上全部浅水炮舰。1945年8月15日，日本政府宣布无条件投降，满洲国随之灭亡，而海上警察队也随之解散。

## 管辖部门
至1943年（康德10年）时，海上警察队已经掌管有警务科、船政科、航空部队、警备船部队、教习所、葫芦岛无线电通信所、大东无线电通信所、庄河无线电通信所几个部门和研究所；其中，警务科中又包含警务股、保安股、教养股、人事股、特务股、经历股和营缮股，船政科又含有船政股和机政股。
海上警察队航空分队，队部设在营口，曾先后从日本军方获得侦察、轻型轰炸等各式飞机16架及一艘由旧驱逐舰改造成的水上飞机母舰，主要任务是在空中巡逻，也派飞机配合日军及满军“围剿”东北抗日联军和其他抗日武装。

## 拥有舰艇
至1943年（康德10年）时，海上警察队的舰队情况如下：

### 主力舰
海威（755t）
海威舰长88.4米，宽7.7米，吃水2.4米，由2台蒸汽发动机推进，两座舰本式直连透平机，四座口号舰本式水管锅炉，功率16700马力，双轴推进，出厂最大速度可达31.5节。全舰共配有3台12cm单装炮、2台6.5cm单装机枪和2台6门45cm三连装鱼雷发射管。这是海上警察队主力舰队江防舰队所属船只，也是整个满洲国所有战舰中最大的一艘。日本海军“桃”级驱逐舰“樫”号于1917年（大正6年）3月31日在舞鹤海军工厂完工，曾于第一次世界大战期间派往地中海执行舰队护卫任务。之后曾经在舰上进行过水上机实验，并最终于1937年（康德4年、昭和12年）5月1日从大日本帝国海军除籍，随后赠与满洲国海上警察队。由于海上警察队对该舰的武备情况很不满意，随后将该舰于1938年7月送回日本由佐世保海军工厂进行增加航空设施和反潜武备的改造。撤除了鱼雷武备后增加航空设施改作搭载水上飞机的海警船。航程2400海里/15节。三年式120毫米舰炮3门，三年式76毫米高射炮2门，三年式6.5毫米机枪2挺，八一式深水炸弹发射炮2具，九零式一号水上飞机1架太平洋战争开始后第二年（1942年）的6月24日，这艘船又被无偿借给了日本海军，为驱潜艇，执行东海护卫和哨戒任务。1944年10月10日，该舰在冲绳双十空袭中被击沉。

### 警备船
- 海王（758.8吨级的商船型警备船）：原为日籍沿海商船，1906年竣工，1933年被海警购买，更名“海王”。主要用于执行运输任务，1945年8月7日该舰载向旅顺运输军粮的过程中载旅顺外海被苏军潜艇发射的鱼雷击沉。长55米，宽8.2米，吃水4.6米。三年式76毫米高射炮2门。
- 海凤、海龙（184t）：1933年3月24日日本川崎造船所同时开工，6月12日下水，生产编号577、578。建成后直接行驶到营口交付。1933年8月22日起“海龙”号配置在旅顺基地；“海凤”号则被配置在营口基地。长45.27米，宽6.2米，吃水1.38米。两座柴油机，双轴推进。航速14节。三年式76毫米高射炮2门，九二式7.7毫米机枪2挺
- “海光”、“海瑞”、“海华”、“海荣”（42t）：1933年3月24日日本川崎造船所开工，“海光”号于4月13日下水、4月26日竣工；“海瑞”于5月29日下水、7月4日竣工；“海华”、“海荣”于6月24日下水、7月6日竣工；生产编号579、580、581、582。建成后直接行驶到营口交付，1933年8月22日起“海瑞”、“海华”号配置在旅顺基地；“海光”、“海荣”号则被配置在营口基地。长25.81米，宽3.85米，吃水0.9米。航速15节。50毫米舰炮1门，九二式7.7毫米机枪2挺
- “靖海”、“快马”（150t，长32.3米，宽6.09米，吃水1.71米）：原为奉天渔业商船保护局的炮艇“安海”、“瑞辽”，1907年江南造船所开工，1931年9月19日被日军俘虏。1933年8月22日起以旅顺为基地。一座蒸汽机，单轴推进，320马力。航速11.25节。50毫米舰炮1门，九二式7.7毫米机枪3挺
- 荣安（126t）：原为满铁铁道部的拖轮“宗谷丸”，1933年移交给海警，1933年8月22日起以营口为基地。长28.04米，宽5.79米，吃水3.14米。50毫米舰炮1门，九二式7.7毫米机枪1挺。
- 骏通（60t）：原为奉天盐务署小轮船，1920年竣工，1933年起被配属在旅顺基地。1944年复州湾遭遇风暴触礁损毁。35毫米舰炮1门，九二式7.7毫米机枪3挺
- “九重”（45t）：原为日本朝鲜总督府所辖木浦水上警察队警备船，1932年抵营口入列。8月22日起配置在营口基地。
- “第一辽河”至“第七辽河”（35t木质蒸汽巡逻艇）：原为奉天省辽河水上警察局水警船，其中“第二辽河”号于1933年10月载加油时发生火灾全船焚毁，1934年7月，辽河警局被并入海警，剩下的六艘该级艇被并入海警序列，负责辽河的巡防，曾参与配合满洲国军警进攻抗日游击队的作战。长21米，宽4.5米，吃水2米（“第一辽河”）/长15米，宽3.7米，吃水1.2米（“第七辽河”）。九二式7.7毫米机枪1挺

### 警备艇
- “第一海边”、“第二海边”、“第三海边”、“第四海边”、“第五海边”(9.4t)：用途类似武装交通艇，母型为日本海军15米内火艇，1933年“第一海边”、“第二海边”竣工于日本横滨工作所，“第三海边”竣工于日本墨田川工作所，“第四海边”、“第五海边”竣工于日本大连船渠工场。建成后曾用于搭载满洲国警察进行辽河和沿海的围剿反日游击队的作战。长15米，宽3米，吃水0.69米。一台汽油发动机，单轴推进，80马力。航速9.5节。九二式7.7毫米机枪1挺
- “海祥”、“第三号巡船”、“第八号巡船”、“第七海边”和“第八海边”等小型警备船。